# Ortholasmatinae
Sous-famille
Les Ortholasmatinae sont une sous-famille d'opilions dyspnois de la famille des Nemastomatidae.

## Distribution
Les espèces de cette sous-famille se rencontrent en Amérique du Nord et dans l'Est de l'Asie.

## Liste des genres
Selon World Catalogue of Opiliones (24/04/2021) :
- Asiolasma Martens, 2019
- Cladolasma Suzuki, 1963
- Cryptolasma Cruz-López, Cruz-Bonilla & Francke, 2018
- Dendrolasma Banks, 1894
- Martensolasma Shear, 2006
- Ortholasma Banks, 1894
- Trilasma Goodnight & Goodnight, 1942

## Publication originale
- Shear & Gruber, 1983 : « The opilionid subfamily Ortholasmatinae (Opiliones, Troguloidea, Nemastomatidae). » American Museum Novitates, no 2757, p. 1–65 (texte intégral).